# Мис Північний Одеський

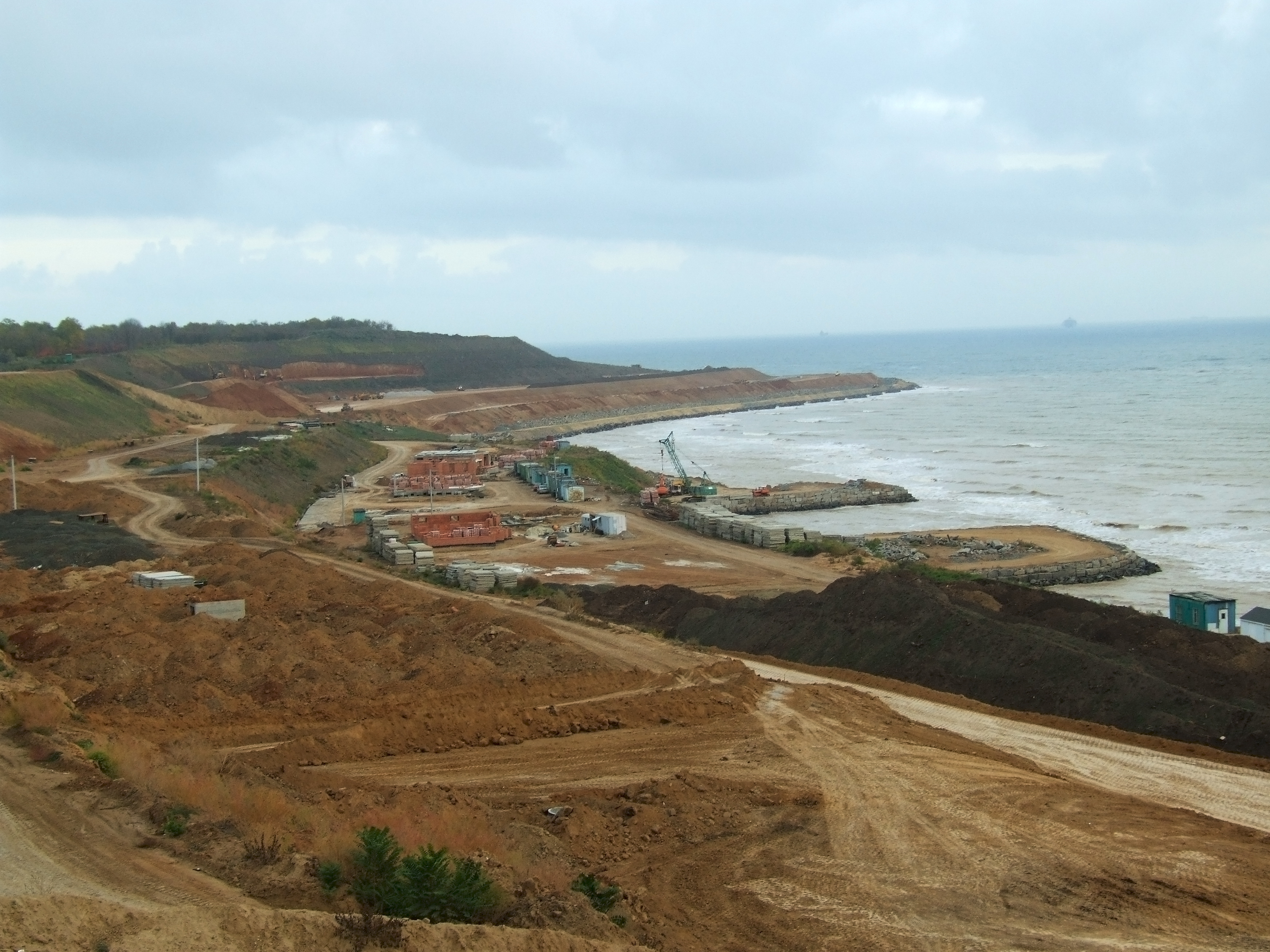
Мис Е в селищі Ліски

46°32′56″ пн. ш. 30°49′13″ сх. д. / 46.54889° пн. ш. 30.82028° сх. д.
Мис Півні́чний Оде́ський, або Мис Е — північна межа Одеської затоки. Мис розташований на узбережжі між селищами Ліски та Фонтанка Одеського району Одеської області.